# J.R. Ramirez
J.R. Ramirez (Matanzas, Cuba, 8 oktober 1980) is een Amerikaans acteur.

## Biografie
Ramirez werd geboren in Cuba, maar toen hij nog baby was, verhuisden zijn ouders naar Tampa, Florida, waar hij opgroeide. Hij begon zijn acteercarrière in 2008 met een terugkerende rol in de sitcom Tyler Perry's House of Payne. Hierna speelde hij nog enkele gastrollen in series en films. In 2013 kreeg hij een rol in de serie Emily Owens, M.D., hij werd geïntroduceerd als dokter Aquino drie afleveringen voor het einde van het seizoen, echter werd de serie niet verlengd voor een tweede seizoen. In 2014 kreeg hij dan een rol in de serie Power als Julio. In het eerste seizoen had hij een bijrol, maar voor het tweede seizoen werd hij een hoofdpersonage. Hij speelde ook mee in een paar afleveringen van het derde seizoen van Arrow.
Hij speelt ook Jared in de serie Manifest waarin hij een politieagent en de ex-verloofde van mede hoofdrolspeler Michaela speelt.
Ramirez speelde Oscar Arocho in de televisieserie Jessica Jones van 2018 tot en met 2019.